# Le Tâtre
Le Tâtre ist eine westfranzösische Gemeinde mit 427 Einwohnern (Stand: 1. Januar 2022) im Département Charente in der Region Nouvelle-Aquitaine (vor 2016 Poitou-Charentes). Sie gehört zum Arrondissement Cognac und zum Kanton Charente-Sud. Die Einwohner werden Tatriens genannt.

## Lage
Le Tâtre liegt etwa 35 Kilometer westsüdwestlich von Angoulême. Umgeben wird Le Tâtre von den Nachbargemeinden Reignac im Norden, Condéon im Osten, Touvérac im Süden und Westen sowie Montmérac im Nordwesten. 

## Bevölkerungsentwicklung
| Jahr                       | 1962 | 1968 | 1975 | 1982 | 1990 | 1999 | 2006 | 2019 |
| Einwohner                  | 322  | 301  | 313  | 290  | 329  | 314  | 319  | 410  |
| Quellen: Cassini und INSEE |      |      |      |      |      |      |      |      |

## Sehenswürdigkeiten
- Kirche Saint-Jean, frühere Kapelle einer Kommende des Tempelritterordens, seit 1992 Monument historique
- alte Ziegelei

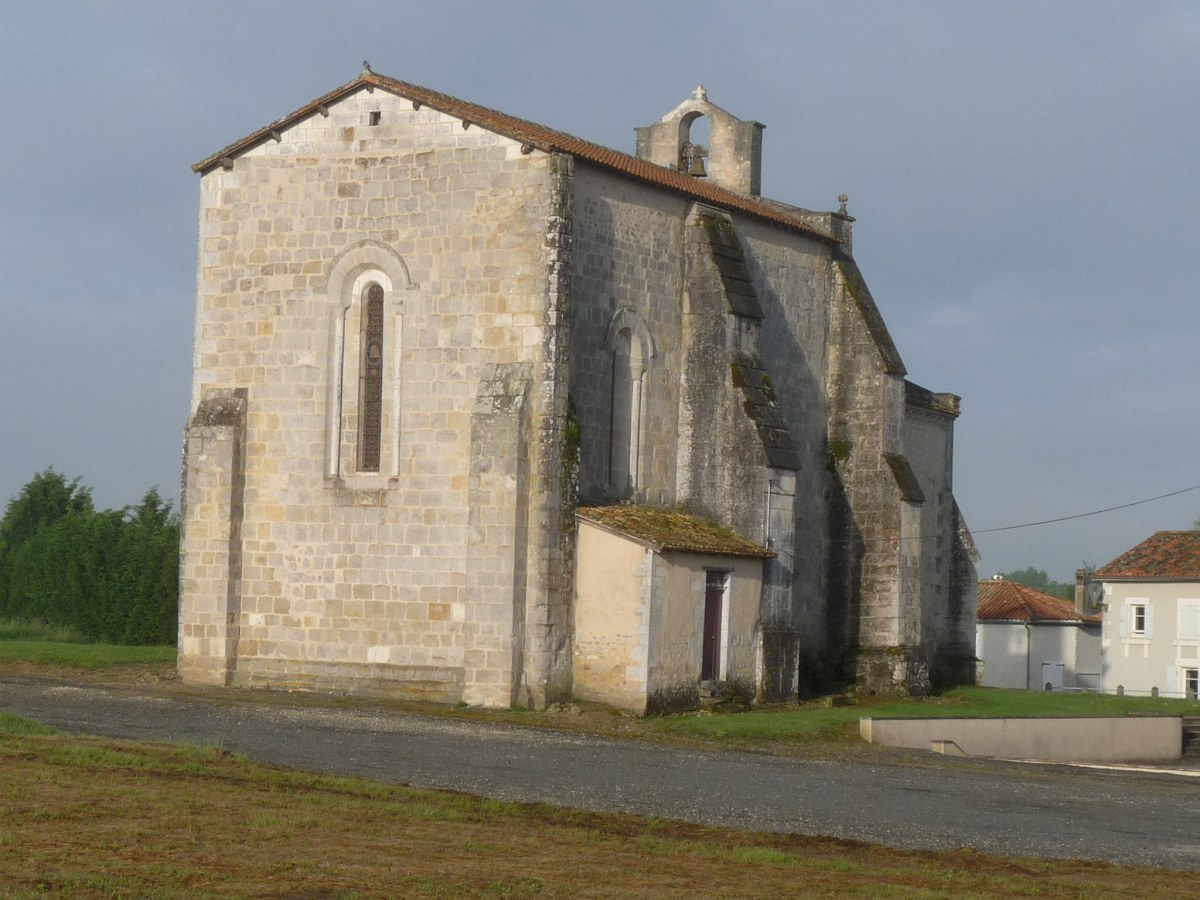
Kirche Saint-Jean
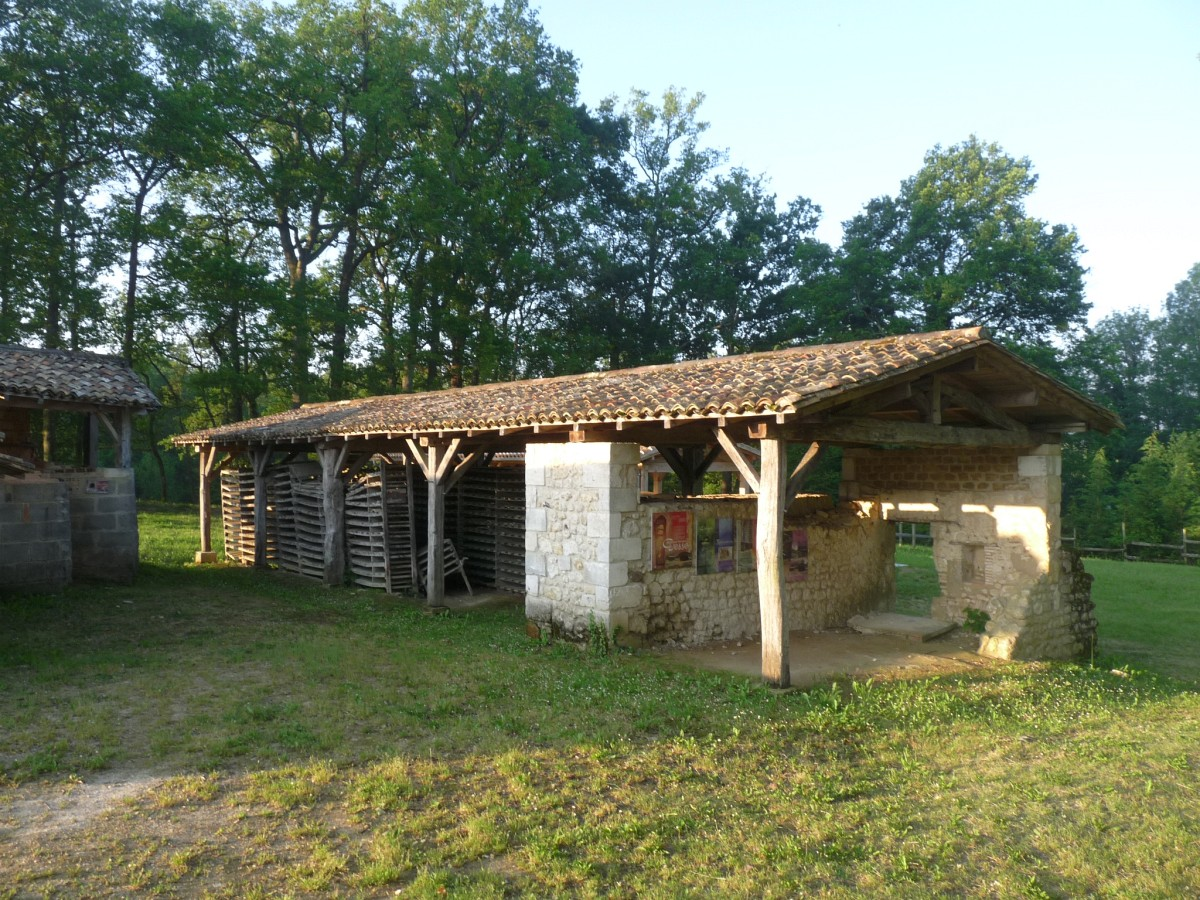
Alte Ziegelei